# Ardon (řeka v Rusku)
Ardon (rusky Ардон) je řeka v Severní Osetii-Alanii v Rusku. Je 102 km dlouhá. Povodí má rozlohu 2700 km².

## Průběh toku
Vzniká z ledovců na severním svahu Velkého Kavkazu. U města Alagir vtéká do podhorské Severoosetské roviny. Ústí zleva do Těreku (povodí Kaspického moře).

## Využití
Využívá se na zavlažování. Údolím řeky vede vojenská osetská silnice. V povodí řeky se nachází Sadonské naleziště olovo-zinkových rud.